# François de Loménie
François de Loménie, natif de Limoges est issu de la famille de Loménie et fut évêque de Marseille de 1624 jusqu’à sa mort survenue le 27 février 1639 au château de Faye (Flavignac).

## Biographie
Il fit ses études de théologie à Paris. Il fut tout d’abord coadjuteur (adjoint) de Nicolas Coeffeteau qui venait d’être nommé évêque de Marseille. Ce dernier étant décédé avant d’avoir pu prendre son poste, François de Loménie fut nommé évêque de Marseille le 22 avril 1624 dès le lendemain de la mort de son prédécesseur. Il fut sacré à Paris le 11 septembre 1624 et fit son entrée à Marseille le 10 mai 1626.
D’un caractère autoritaire, il entra en conflit en de nombreuses occasions. Ainsi il s’opposa en vain à la consécration par l’évêque de Senez (Alpes de Haute Provence) de l’église des Capucines dont le couvent, situé quai de rive neuve, avait été fondé grâce aux dons de Marthe d’Oraison, baronne d’Allemagne-en-Provence. En effet, bien que situé dans le diocèse de Marseille, ce couvent dépendait de l’abbaye de Saint Victor qui pouvait, en vertu d’un privilège accordé par le pape Urbain V, faire appel pour une cérémonie de ce genre à l’évêque de son choix. Par la suite, pour la réalisation de l’agrandissement de l’arsenal des galères, ce couvent des Capucines fut ensuite déplacé en 1687 au cours Gambetta qui a porté en conséquence le nom d’Allées des Capucines.
L’évêque de Marseille étant également baron d’Aubagne, François de Loménie fit acte d’autoritarisme envers les consuls de la ville. Pour les besoins de son château il fit couper au pied des arbres du défends ce qui était contraire au droit. Il voulut assister aux séances du Conseil, ce qui était contraire aux privilèges et coutumes de la ville. Le premier Consul, Lazare de Guin, s’opposa à cette demande.
Il y eut au cours de son épiscopat de nombreuses fondations religieuses dans son diocèse. Outre l’installation des Capucines, il y eut l’établissement des dames de la Visitation, des Carmes déchaussés à Sainte Catherine à l’emplacement actuel de la rue Haxo, des Chartreux au quartier de la Madeleine dont il ne reste que l’église des Chartreux. 
Il quitta la Provence le 16 avril 1638 pour se rendre à la Cour. Il alla ensuite dans sa région natale au château de Faye, commune de Flavignac, où il mourut le 27 février 1639 sans être revenu à Marseille. Il nomma pour héritière universelle sa sœur Simone, épouse de son cousin Guillaume de Loménie avocat au parlement de Limoges (voir l’article Famille de Loménie). Il laissa au couvent des Ursulines d’Aubagne une chapelle en argent ciselé.

## Armoiries
Ses armes sont : D'or, à l'arbre de sinople posé sur un tourteau de sable ; au chef d'azur, chargé de trois losanges d'argent.